# Fokker E.III
Fokker E.III byl hlavní variantou německého jednomístného jednoplošného stíhacího letounu první světové války Fokker Eindecker (Fokker Eendekker). Byl to první typ letounu, který byl na frontu dodáván v dostatečném počtu, aby mohly být vytvořeny specializované stíhací jednotky, Kampfeinsitzer Kommando (KEK), na počátku roku 1916 — předtím byly Eindeckery přidělovány po jednotlivých kusech frontovým jednotkám Feldflieger Abteilungen, které měly průzkumné úkoly. 10. srpna 1916 byla ustavena první německá Jagdstaffel (stíhací letka), která byla vyzbrojena Fokkery E.III.

## Vznik
Letoun vyvinul v létě 1915 první Fokkerův šéfkonstruktér Martin Kreuzer ze stíhačky Fokker E.I vestavěním výkonnějšího rotačního devítiválce Oberursel U.I o výkonu 74 kW. Další inovací byla instalace spádové palivové nádrže a zvětšení objemu hlavní nádrže na 81 litrů paliva. Nový typ nesl tovární označení M.14, tedy identické s Fokkerem E.II.
Většina Fokkerů E.III byla vyzbrojena jedním synchronizovaným kulometem Spandau lMG 08 s 500 náboji v zásobníku, ale po neúspěchu Fokkeru E.IV s dvěma kulomety byly některé E.III vybaveny dvěma kulomety.
Začátkem roku 1916 byl při pokusech o zvýšení bojové hodnoty Fokkeru E.III do jeho draku zabudován rotační devítiválec Goebel Goe.I o 74 kW a prototyp birotačního motoru Siemens Sh.I. Jeho původní výkon 66 kW se později podařilo vyladit na 85 kW.
Podle údajů firmy Fokker bylo vyrobeno 249 kusů typu E.III, ale z nich 49 bylo přestavěno z Fokkerů E.II, které se ve Fokkerově továrně ve Schwerinu podrobovaly opravám.

## Nasazení

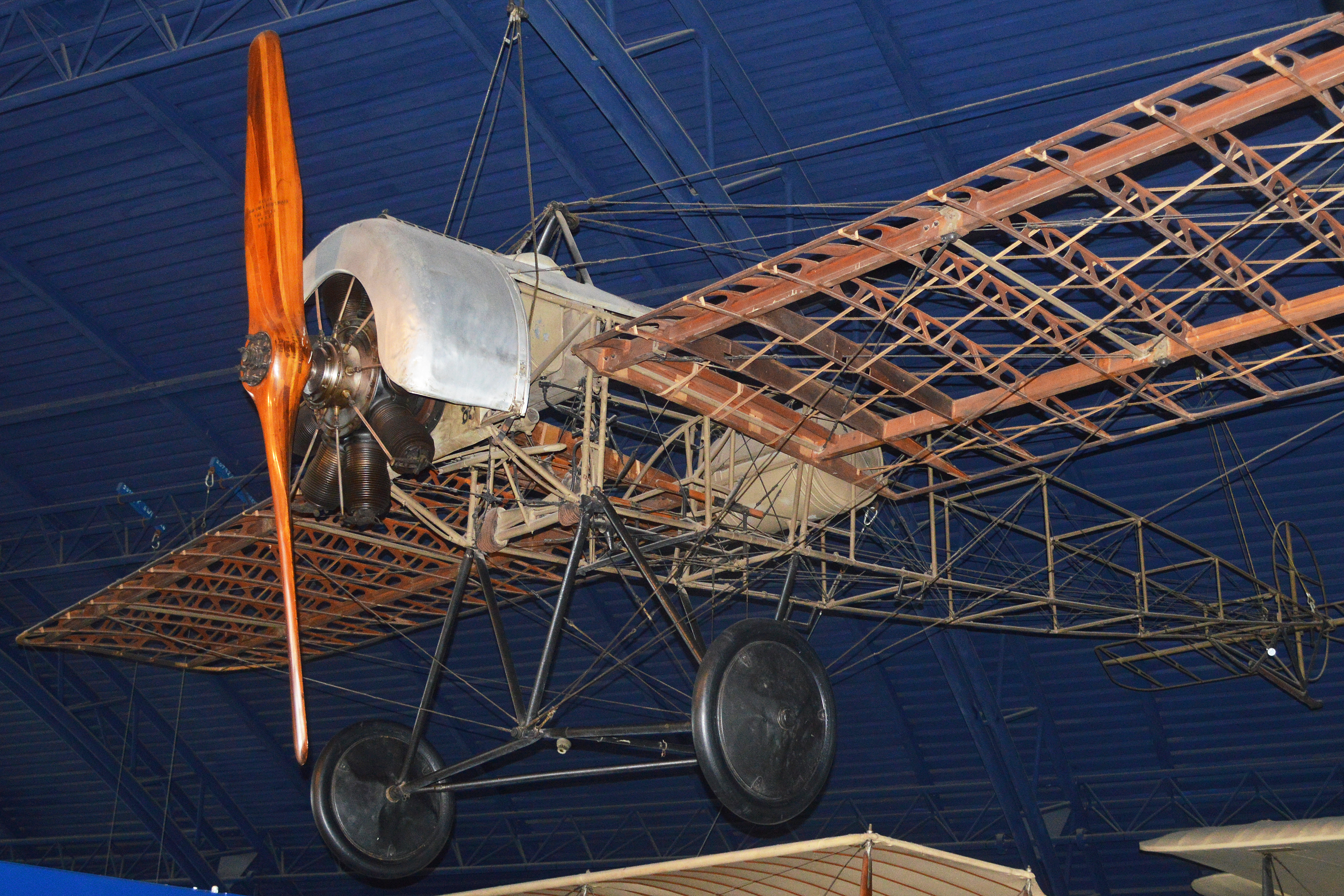
Konstrukce letounu Fokker E.III

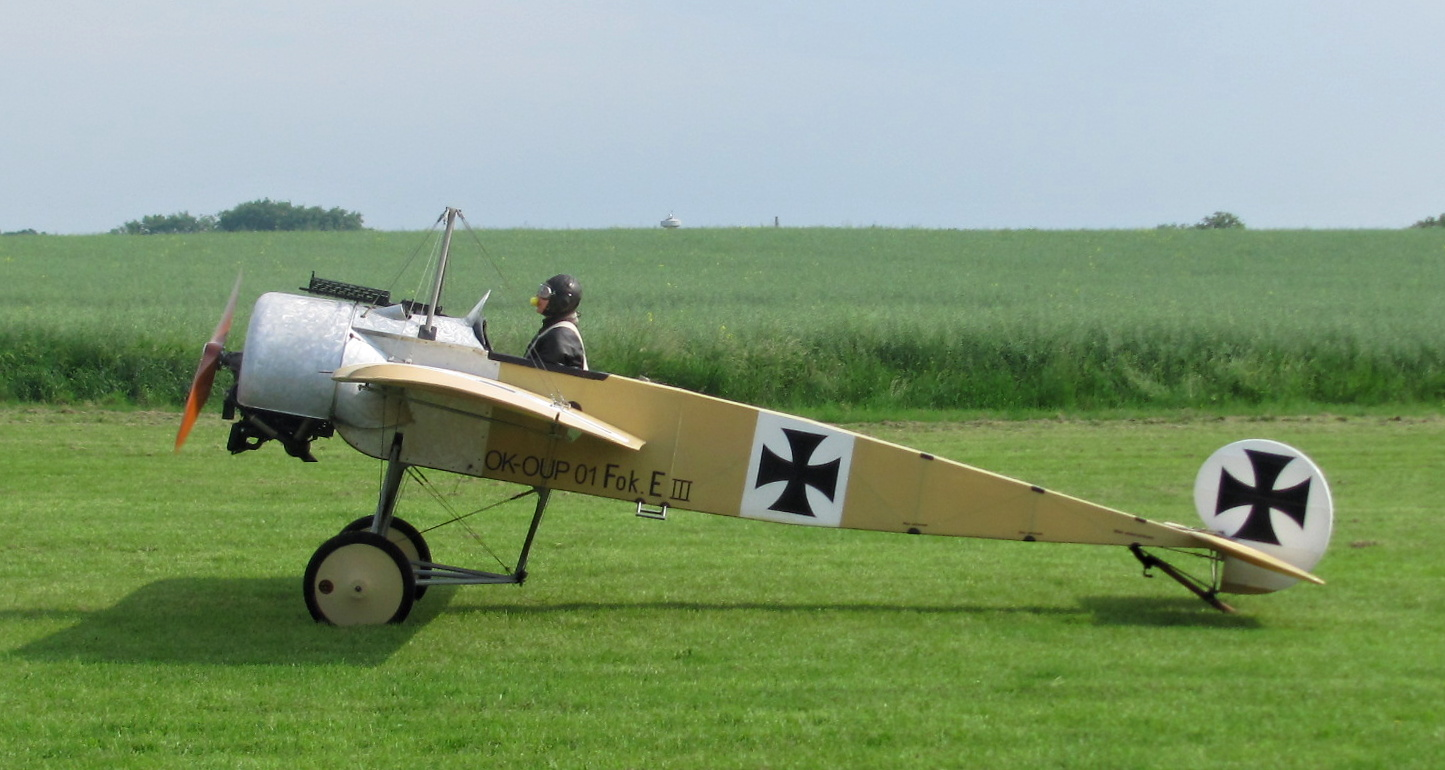
Replika Fokkeru E.III

První tři exempláře Fokkeru E.III vstoupily do služby na západní frontě v srpnu roku 1915, koncem října zde již sloužilo 23 kusů a k 31. prosinci 1915 již 40 těchto strojů. Byly přidělovány po jednom až třech kusech k leteckým polním oddílům k ochraně jejich průzkumných a pozorovacích letounů. Podnikaly rovněž samostatné stíhací akce proti spojeneckým strojům, ve kterých vynikl zejména nadporučík Max Immelmann. Sám však v kokpitu E.III podlehl 18. června 1916 britskému stroji Royal Aircraft Factory F.E.2b pilotovanému poručíkem McCubinem. Na typu létalo i letecké eso Ernst Udet, hrabě von Holek či kapitán von Gersdorff.

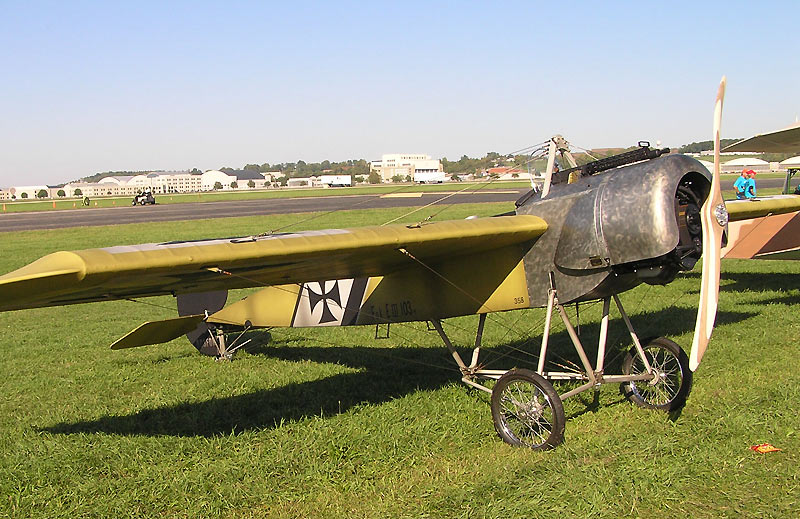
Replika Fokkeru E.III

Po dalších dodávkách E.III na frontu zde koncem února 1916 sloužilo 67 strojů, v závěru měsíce dubna již 110. Od června 1916 začaly jejich počty na frontě pozvolna klesat na 101 kusů, k 31. srpnu zde operovalo 64 E.III a na konci října jen 28. Na konci roku bojově sloužilo už jen 11 letounů E.III, které však začaly přecházet k výcviku. Do srpna 1917 tak na frontě nebyl evidován žádný Fokker E.III, avšak od října do konce roku byly ještě nasazeny letouny z poslední dvanáctikusové série, objednané v druhé polovině roku 1916.
Již od roku 1915 používal 14 strojů Fokker E.III Marine-Flieger Abteilung Kaiserliche Marine (Německé císařské námořnictvo), který byl nasazen i na východní fontě.
Rakousko-uherské letectvo převzalo od února do července 1916 12 kusů pod označením Fokker A.III, z nichž některé byly vyzbrojeny kulomety Schwarzlose ráže 8 mm. Na jednom z prvních již 18. února Hauptmann Jindřich Kostrba od letecké roty Flik 4 sestřelil na italské frontě dva bombardéry Caproni Ca.1 a průzkumný Caudron. Později byly zařazeny ke Flikům 1, 8, 9, 13, 18, 25 a 29.
Osmanské vzdušné síly získaly dodávku 22 E.III, z nichž část byla umístěna v Beeršebě v Palestině a část operovala v Mezopotámii během obležení Kut-al-Amary.

## Specifikace

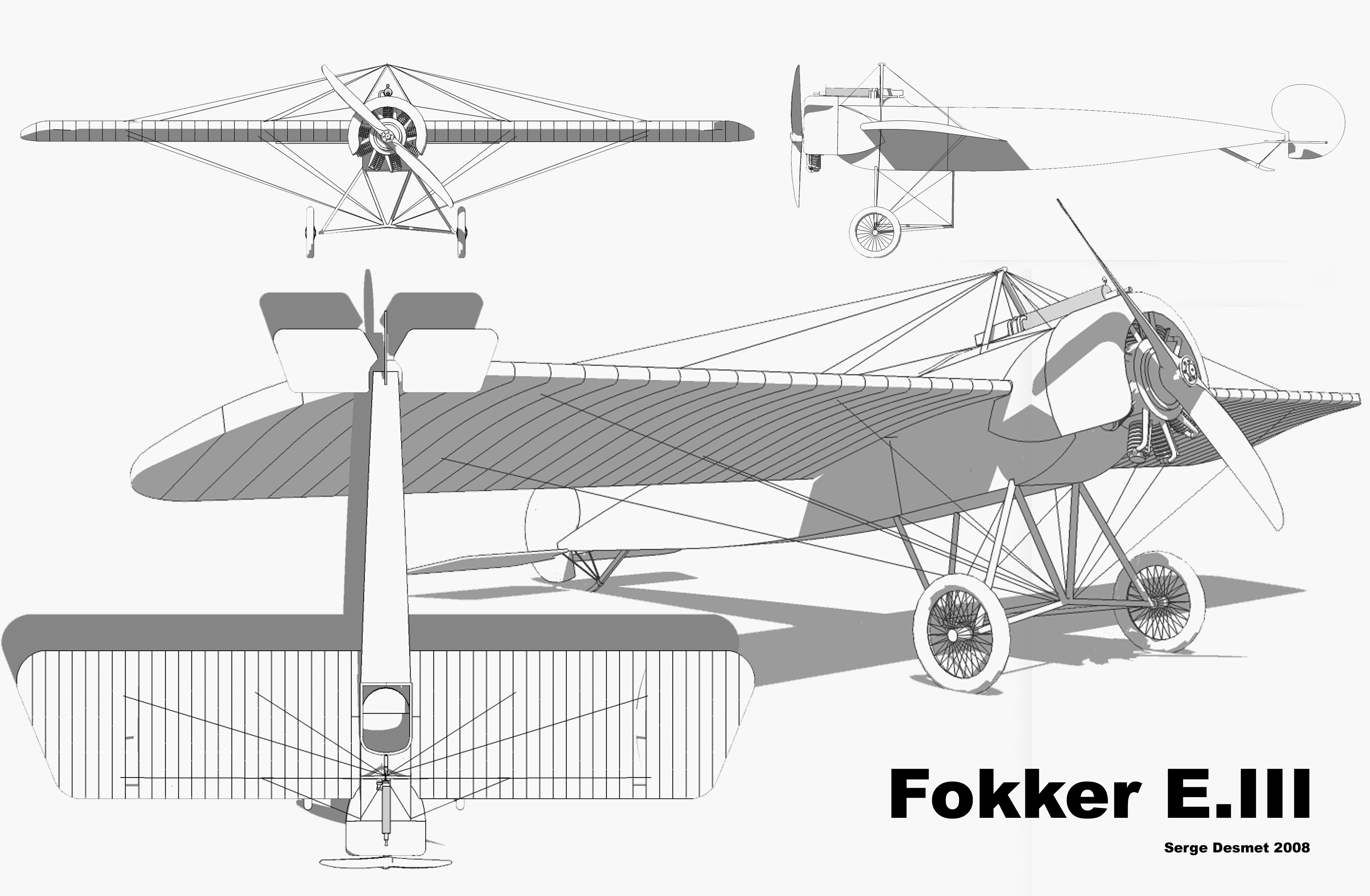
Třípohledový nákres

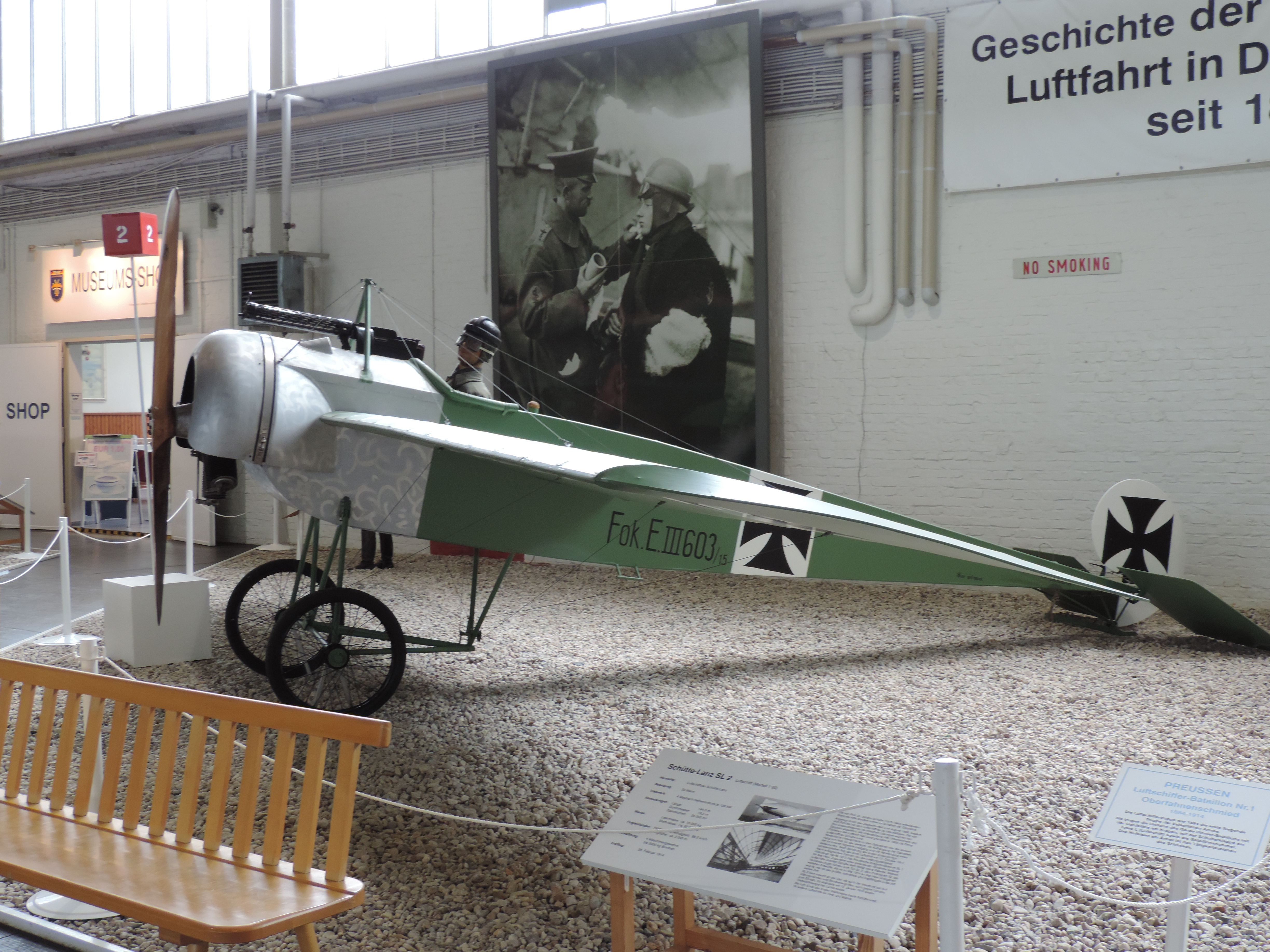
Fokker E.III

Údaje dle

### Technické údaje
- Posádka: 1
- Rozpětí: 10,04 m
- Délka: 7,30 m
- Výška: 2,49 m
- Nosná plocha: 16,00 m²
- Prázdná hmotnost: 349 kg
- Vzletová hmotnost: 605 kg
- Pohonná jednotka: 1 × devítiválcový, vzduchem chlazený, rotační motor Oberursel U.I
- Výkon pohonné jednotky: 74 kW

### Výkony
- Maximální rychlost u země: 150 km/h
- Cestovní rychlost: 130 km/h
- Výstup do 500 m: 4,00 min
- Výstup do 3000 m: 20,00 min
- Dostup: 3500 m
- Vytrvalost: ~2,50 h

### Výzbroj
- 1 nebo 2 × synchronizované kulomety Spandau lMG 08 ráže 7,92 mm